# Richard Koch
Richard Eduard Koch (desde 1908, von Koch), (15 de septiembre de 1834, Cottbus, Imperio alemán - Imperio alemán, Berlín, 15 de octubre de 1910), fue un abogado y juez alemán, ejerció el cargo de presidente del Reichsbank desde 1890 a 1908.

## Vida
Después de sus estudios de derecho, Koch trabajó desde 1859 primero como juez asistente en los tribunales de apelación de Ratibor y Halberstadt, desde 1862 como juez en el tribunal de la ciudad y el distrito de Gdansk y desde 1865 como juez en el tribunal de la ciudad de Berlín. Allí fue nombrado en junio de 1867 el consejero de la corte de la ciudad. A partir de 1870, Koch trabajó como abogado en el Banco Estatal Prusiano, antes de unirse al Reichsbank. Allí ascendió a la oficina del vicepresidente del Reichsbank, que ocupó desde 1887 hasta 1890. Posteriormente, fue transferido a la oficina del presidente del Reichsbank. En agosto de 1886, Koch pasó por la Universidad de Heidelberg. Obtuvo un doctorado de honor. En 1891 fue llamado al Kronsyndikus, con el que se sumó una membresía de por vida en la casa señorial. Finalmente, fue nombrado en agosto de 1893 Real Privy Council y en 1903 ciudadano honorario de su ciudad natal.
Los billetes del Reichsbank de 1891 a 1907 llevan su firma. Con su jubilación en 1908 fue elevado a la nobleza.
Koch publicó varias conferencias y ensayos, principalmente de derecho, mercantilismo y cambistas.
Richard von Koch murió en Berlín en 1910 a la edad de 76 años y fue enterrado en el Antiguo Cementerio de San Mateo en Schöneberg. La tumba no ha sido preservada.